# レウキッペー
レウキッペー（古希: Λευκίππη , Leukippē）は、ギリシア神話の女神、あるいは女性である。長音を省略してレウキッペとも表記される。主に、
- オーケアノスの娘
- ミニュアデスの1人
- テストールの娘
- エウエーノールの妻

のほか数名が知られている。以下に説明する。

## オーケアノスの娘
このレウキッペーは、大洋神オーケアノスとテーテュースの3000人いる娘たち（オーケアニデス）の1人である。『ホメーロス風讃歌』の第2歌「デーメーテール讃歌」によると、あるとき、レウキッペーは姉妹のパイノー、エーレクトラー、イアンテー、メリテー、イアケー、ロデイア、カリロエー、メーロボシス、テュケー、オーキュロエー、クリューセーイス、イアネイラ、アカステー、アドメーテー、ロドペー、プルートー、カリュプソー、ステュクス、ウーラニエー、ガラクサウレー、および女神アルテミスとともに、デーメーテールの娘ペルセポネーと花を摘んで遊んでいたが、突如、冥界の王ハーデースが現れてペルセポネーをさらった。
レウキッペーは「デーメーテール讃歌」の同箇所でまず最初に名前が挙げられている。また、ここで挙げられている姉妹たちの多くは、ヘーシオドスの『神統記』で言及されているが、レウキッペーをはじめ、パイノー、メリテー、イアケー、ロドペーの5人の名前はない。

## ミニュアデスの1人
このレウキッペーは、オルコメノスの王ミニュアースの娘たち（ミニュアデス）の1人である。ヒッパソスという息子がいた。彼女たちはディオニューソス神の崇拝を受け入れなかったために気が狂い、レウキッペーの息子を引き裂いて殺したと伝えられている。オウィディウスも『変身物語』でミニュアデスの物語について述べているが、レウキッペーの名前は挙げていない。

## テストールの娘
このレウキッペーは、予言者テストールの娘で、カルカース、テオノエーと兄弟。
姉妹のテオノエーが海賊にさらわれたとき、父テストールは娘を探す旅に出た。しかし船が難破し、カーリアの地で奴隷となった。レウキッペーは家族の行方が分からなくなったため、デルポイに伺いを立てると、アポローンの神官として諸国をめぐるよう命じられた。そこでレウキッペーは髪を剃って、男装し、諸国を旅するうちにカーリアにたどり着いた。
一方のテオノエーはカーリア王に妾として売られた後に、王妃となっていた。そしてカーリアを訪れたレウキッペーを男と勘違いして恋をした。レウキッペーは王妃が姉妹であることに気づかずに、女であることを明かして拒んだ。テオノエーは怒ってレウキッペーを幽閉し、年老いた奴隷に剣を渡してレウキッペーを殺すよう命じた。しかしその奴隷は実は父テストールであり、殺人の罪を犯さなければならないことを嘆きながら、自分の素性と奴隷になったいきさつを語った。レウキッペーはその言葉を聞いて、老人が父テストールであることに気づいた。そこで父から剣を奪い、一緒に女王を殺そうと説得した。またテオノエーも父の名前を聞いて、彼らが生き別れた家族であることに気づき、自らテオノエーであると打ち明けた。このようにして、レウキッペーは家族と再会した。

## エウエーノールの妻
このレウキッペーは、アトランティスの原初の住民の1人であるエウエーノールの妻で、一人娘クレイトーの母。クレイトーはポセイドーンとの間に、アトラースとエウメーロスをはじめとする5組の双子を生んだ。

## その他のレウキッペー
- プレウローン（英語版）の王テスティオスの妻[13]。
- トローイアの王イーロスの妻[14]。
- トローイアの王ラーオメドーンの妻[15]。